# Maximilianstraße

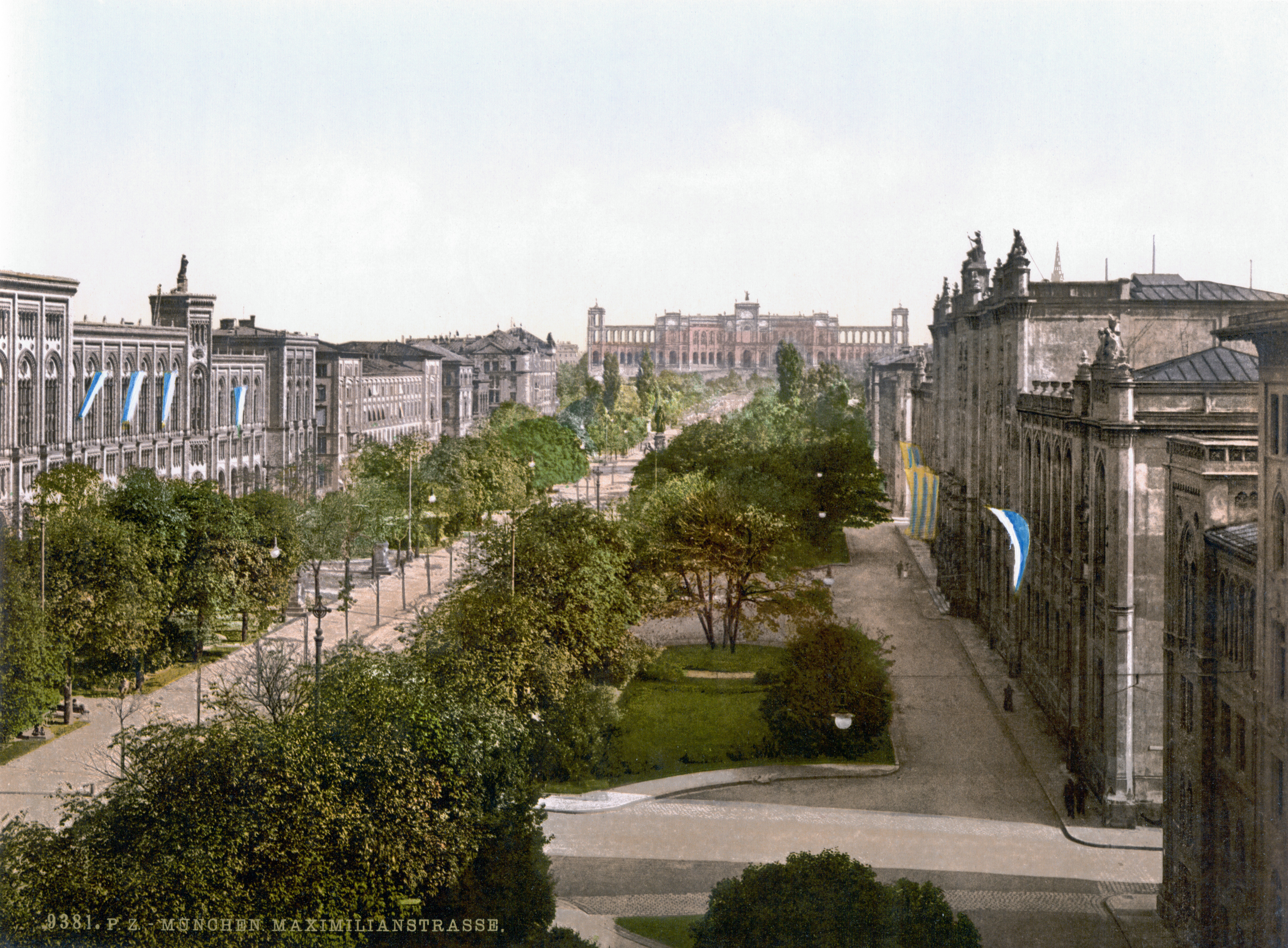
Vue en 1900

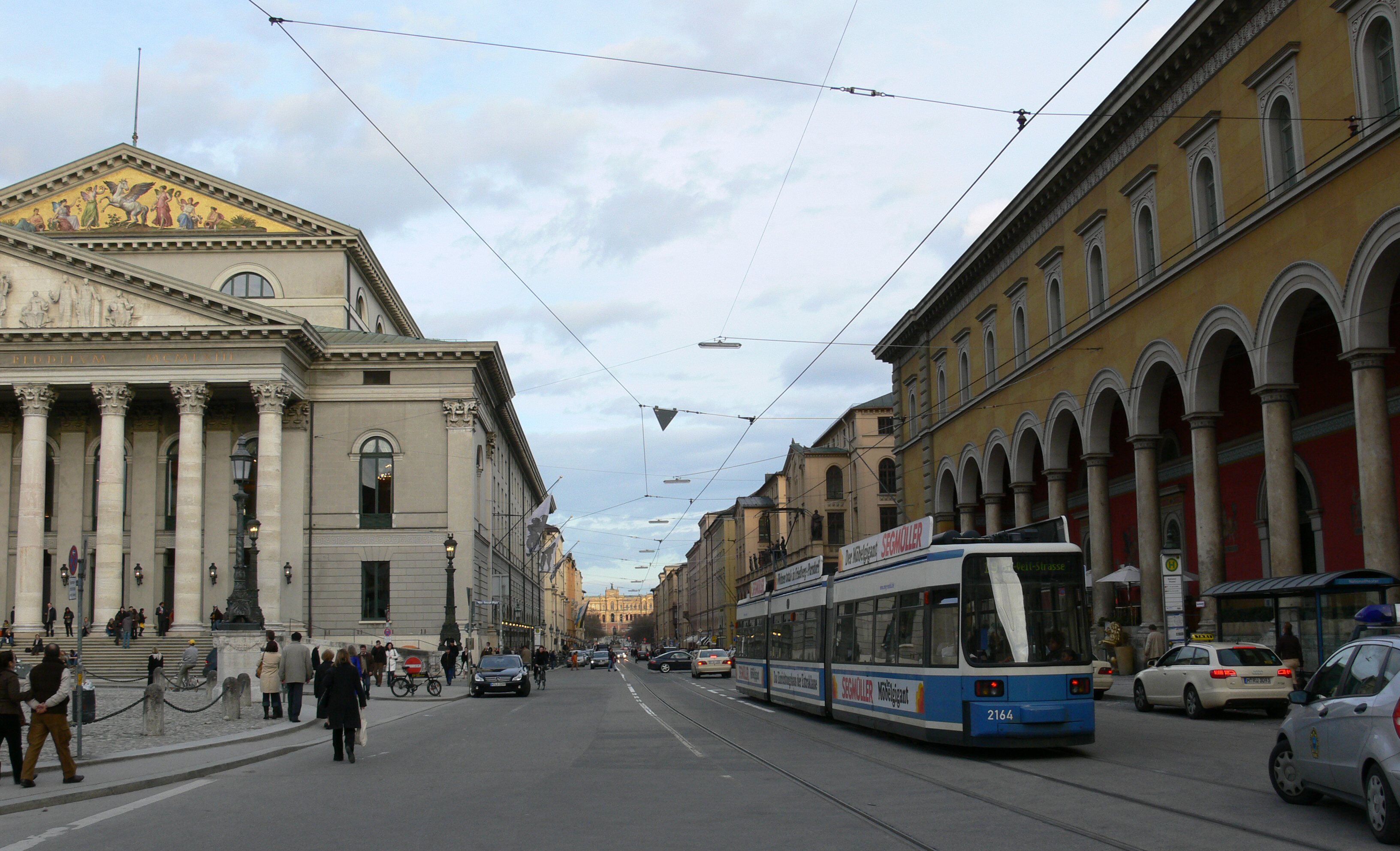
Vue en 2006 : le Théatre National à gauche, et le Palais Toerring-Jettenbach à droite.

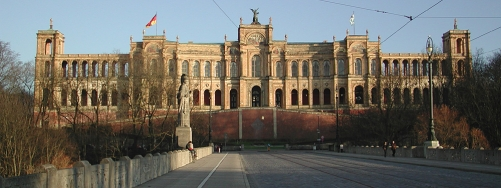
Le Maximilianeum

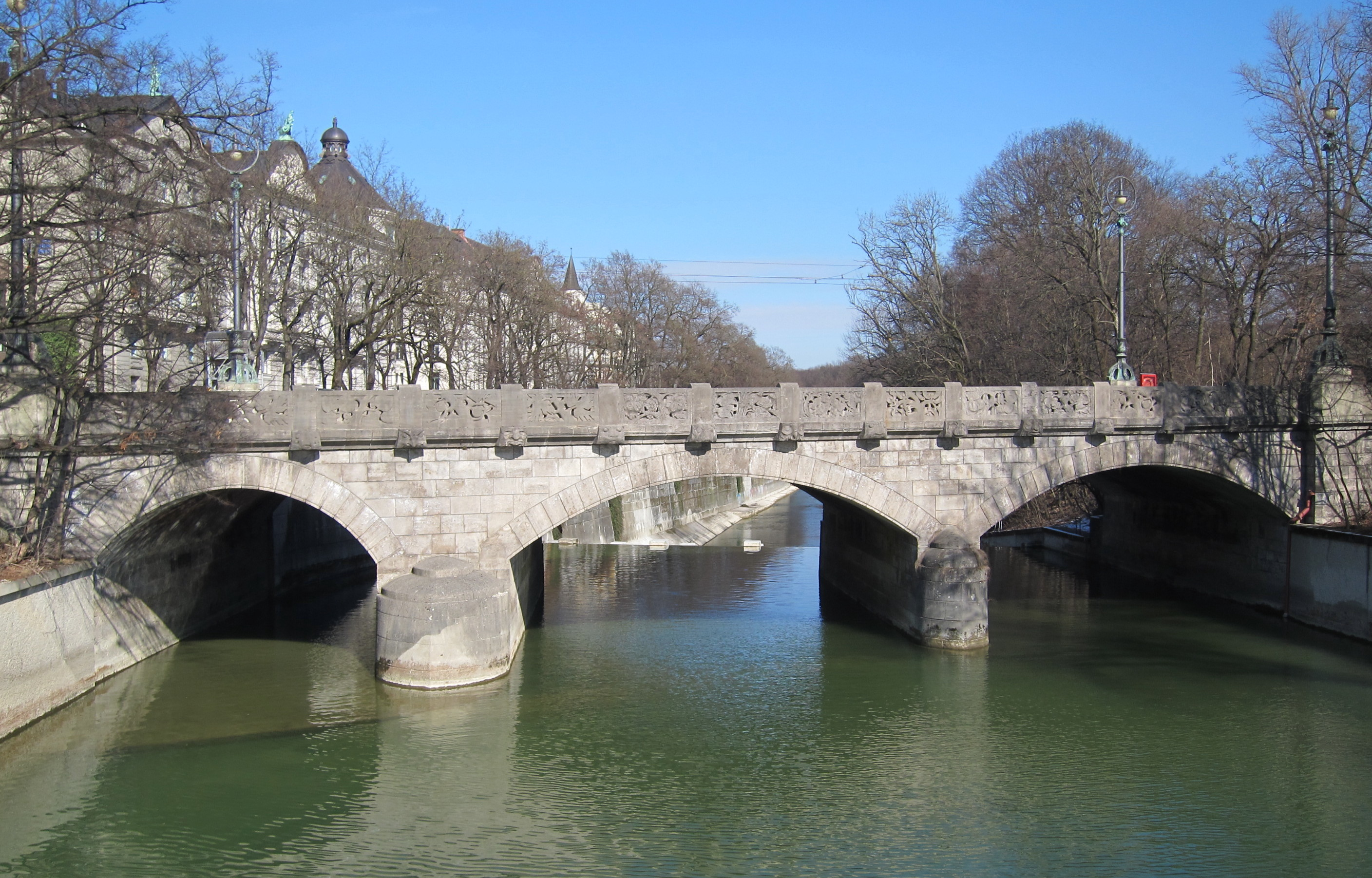
Pont de Maximilien sur l'Isar

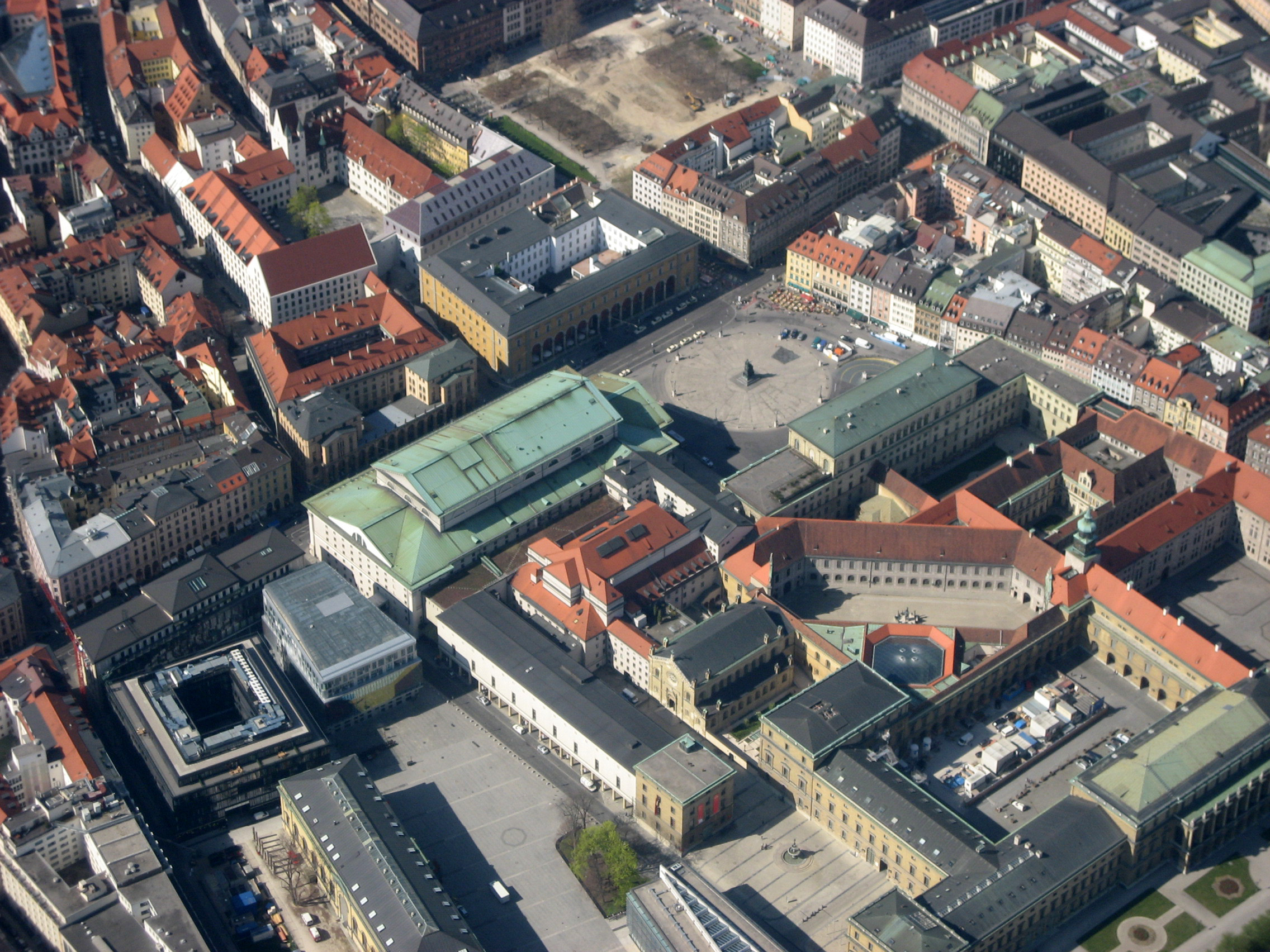
Vue aérienne avec le Théâtre National de Munich et la Résidence de Munich

La Maximilianstraße (en français : Rue de Maximilien) est l'une des quatre avenues royales de Munich en Allemagne.

## Situation et accès
C'est l'une des quatre avenues principales du centre de Munich, avec la Brienner Straße, la Ludwigstraße et la Prinzregentenstraße.
La Maximilianstraße débute Max-Joseph-Platz en direction du sud-est jusqu'à l'Isar, qu'elle traverse par le Pont de Maximilien sur l'île Prater, et se termine au Maximilianeum. Elle borde la partie sud du Théâtre national et la Résidence de Munich.
Elle abrite aujourd'hui des boutiques de luxe, des hôtels de prestige (Vier Jahreszeiten Kempinski), des centres d'affaires ainsi que l'opéra de Munich. C'est la rue la plus chère de Munich, elle est surnommée le « Faubourg-Saint-Honoré munichois ». Après la Seconde Guerre mondiale, la partie ouest de la rue s’est transformée en une des adresses les plus chères d’Allemagne. De nombreuses entreprises internationales de vente au détail, en particulier dans le secteur de la mode et de la bijouterie, ont une succursale dans la Maximilianstrasse, telles que Chopard, Cartier, Céline, Tom Ford, Giorgio Armani, Dolce & Gabbana, Blancpain, Fendi, Versace, Salvatore Ferragamo, Dior, Valentino, Hublot, Bottega Veneta, Hermès, Chanel, Saint Laurent,  Ralph Lauren, Escada, Bally, Omega, Brunello Cucinelli, Hugo Boss, Gucci, Montblanc, Jimmy Choo, Christian Louboutin, Brioni, Moncler ou Bulgari.

## Origine du nom
La Maximilianstraße de Munich tire son nom du roi Maximilien II de Bavière, qui a initié sa construction au milieu du XIXe siècle.

## Historique
La construction de la rue a débuté en 1852. Son style architectonique combine des éléments de diverses époques, aussi bien le gothique que le Renaissance. Il a à l'époque pourtant provoqué beaucoup de critiques. Pourtant, la Maximilianstraße est une création urbaine unique à Munich. Sévèrement touchée pendant les bombardements de la Seconde Guerre mondiale, sa restauration totale s'est terminée en 2002.

## Bâtiments remarquables et lieux de mémoire
- L’écrivain norvégien Henrik Ibsen (1828-1906) a vécu au 32 Maximilianstraße de 1885 à 1891 ; Une plaque commémorative sur la maison le rappelle. Sa femme, Suzannah Daae Ibsen (1836-1914), a vécu dans l’appartement jusqu’en 1895.
- Hôtel Hamburg (n° 17) (Gottgetreu Rudolf, 1856-1858)
- Schauspielhaus (n° 26-28)
- Siège du Gouvernement de Haute-Bavière (n° 39) (Bürklein Friedrich, 1856 à 1864)
- Musée National Bavarois (actuel Musée National d'Ethnologie de Munich, n° 42) (Eduard Riedel, 1858-1865)
- Maximilianeum (Au côté de la Fondation Maximilianeum aujourd'hui aussi le siège du Parlement de l'État de Bavière, Max-Planck-Str.1) (Bürklein Friedrich, 1857-1874)
- Hôtel Vier Jahreszeiten[2]
- ZKMax, Espace d'art underground de la ville
- Residenz Theater
- Théâtre National de Munich (siège de l'Opéra de l'État de Bavière)
- Théâtre Cuvilliés
- Théâtre Kammerspiele (Münchner Kammerspiele)
- Wilhelms Gymnasium (plus vieux lycée de Munich, fondé en 1559, où ont étudié Johannes R. Becher, Anton Diabelli, Carl Jung, Golo Mann et Klaus Mann, entre autres)
- Statue du roi Maximilien II, appelé Maxmonument (Caspar von Zumbusch, 1875)
- Figure colossale de Pallas Athena (côté nord du pont Maximilien) (Franz Drexler, 1906)
- Statue d'Érasme
- Source de l'Afrique à la mairie Alois von Erhardt (dans l'île entre les deux sections du pont) (Karl Hocheder l'Ancien, 1893)